# Roncey
Roncey är en kommun i departementet Manche i regionen Normandie i norra Frankrike. Kommunen ligger i kantonen Cerisy-la-Salle som tillhör arrondissementet Coutances. År 2022 hade Roncey 776 invånare.

## Befolkningsutveckling
Antalet invånare i kommunen Roncey
| Referens: INSEE |